# Climat du Puy-de-Dôme
 (juillet 2013).
Si vous disposez d'ouvrages ou d'articles de référence ou si vous connaissez des sites web de qualité traitant du thème abordé ici, merci de compléter l'article en donnant les références utiles à sa vérifiabilité et en les liant à la section « Notes et références ».

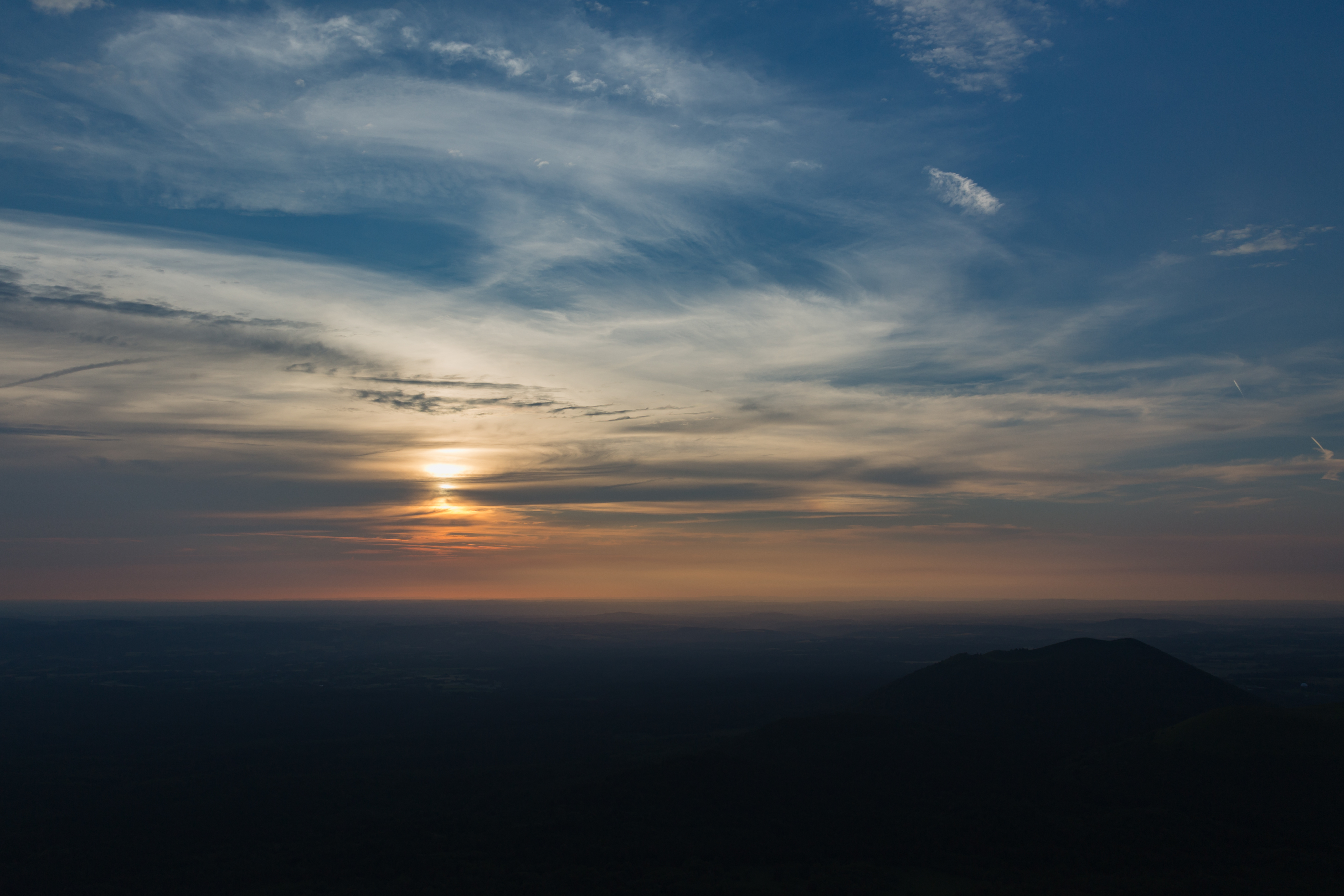
Coucher de Soleil en Auvergne, depuis le Puy-de-Dôme, France.

Étant donné que la plupart des perturbations viennent de l'Atlantique, une traversée d'ouest en est du Puy-de-Dôme permet de comprendre son climat, ou plutôt ses climats :

## Subocéanique humide et froid
Sur les plateaux et montagnes du sud-ouest (Artense, Cézallier, Sancy) dont les versants occidentaux et les sommets constituent les premiers reliefs vraiment élevés depuis l'océan, les perturbations, par effet d'ascendance, se réactivent et déchargent régulièrement leur « lame d'eau » (ou de neige). 
Les moyennes pluviométriques sont marquées : 
- 134 cm/an à Tauves
- 150 cm à Saint-Genès-Champespe
- 141 cm à La Godivelle
- 173 cm au Mont-Dore
- 180 cm à Picherande
- plus de 200 cm autour du puy de Sancy.

Les versants orientaux sont plus secs : 
- 125 cm à Besse
- 117 cm à Saulzet-le-Froid
- 94 cm à Anzat.

Le vent est partout soutenu, également de dominante ouest. L'altitude, de 800 à 1 800 m, induit des températures basses avec une amplitude entre l'été et l'hiver modérée par l'influence océanique (redoux hivernaux et les étés frais sont fréquents). Isotherme 0 °C vers 900 m en janvier, isotherme +10 °C vers 1 600 m en juillet. Ces conditions donnent un enneigement important mais soumis à de grosses variations quantitatives (zones balayées par le vent et corniches d'accumulations, brusques redoux etc. ) et qualitatives (forte tendance au tassement et au verglas due à l'alternance gel-dégel).
Le manteau au sol se maintient environ trois mois par an vers 1 100 m (entre novembre et avril avec des intervalles déneigés) et peut atteindre deux mètres d'épaisseur près des plus hauts sommets où il perdure généralement en continu six mois par an avec des névés en versants nord-est jusqu'en juillet. Les vallées autour du puy de Sancy sont très exposées aux avalanches.
Les hauts pâturages et les somptueuses hêtraies retrouvent la verdure en mai-juin. La sécheresse au sens strict est un phénomène rarissime.

## Subocéanique frais
Dans les collines et petites montagnes du nord-ouest (Combrailles, monts Dôme). Elles sont protégées par les monts du Limousin et le Sancy situés à l'ouest et au sud dont l'altitude équivalente ou supérieure génère un début d'effet de foehn moins ressenti au niveau de la nébulosité (toujours élevée) qu'au niveau des précipitations, en nette baisse tandis que la part des orages progresse dans le total (continentalisation typique). 
Cumuls annuels moyens de :
- 85 cm à Pontaumur
- 104 cm à Gelles
- 100 cm au puy de Dôme
- 79 cm à Manzat.

En revanche les caractéristiques thermiques restent océaniques.
L'altitude de 600 à 1 400 m donne une certaine fraîcheur qui, associée à la régularité des pluies, permet au bocage des Combrailles de conserver longtemps sa verdure en été. Les monts Dôme, au sol volcanique poreux qui s'assèche plus vite, sont essentiellement forestiers (noisetiers, hêtres, sapins, épicéas).
L'enneigement est fréquent mais rarement tenace au sol au-delà de quelques semaines. Les Dômes sont à altitude égale bien moins enneigés que les massifs du Sancy et du Cézallier, ceci en raison du déficit pluviométrique et de la faible superficie d'altitude (sommets isolés). Environ 3 mois de neige au sol par an vers 1 400 m (et rarement plus de 50 cm d'épaisseur).

## Subcontinental sec
Dans les plaines du centre et les contreforts des montagnes de l'ouest (Limagne, Pays Coupés, faille de Clermont). Après leur passage du relief, les perturbations perdent radicalement en intensité : c'est la « ligne de foehn » des Limagnes, qui coupe le département du nord au sud. 
Les cumuls pluviométriques chutent : 
- 75 cm/an à Saint-Nectaire
- 61 cm à Riom
- 59 cm à Aulnat
- 53 cm à Meilhaud (site le plus sec de France continentale)

L'ensoleillement progresse malgré de nombreuses grisailles hivernales. L'altitude de 300 à 800 mètres et l'effet de bassin favorisent la chaleur estivale (il peut faire jusqu'à 40 °C) comme en témoigne l'existence de la vigne. Certains coteaux bien exposé de ce secteur, en particulier au sud de Clermont, tels que Corent, Le Broc ou Boudes, peuvent en plus de la vigne, accueillir des essences d'affinité méridionale (abricotiers, figuiers, amandiers, mûriers, etc). Plus au sud, en Haute-Loire, ce phénomène s'accentue encore, en particulier sur des sites tels que Chilhac, qui contrastent ainsi vivement avec le reste du département, très montagneux. Dans les Limagnes du Puy-de-Dôme, les vents de nord et de sud sont les plus marqués, en lien avec l'orientation du relief. 
En hiver, la neige en quantité modérée vient surtout par flux de nord et peut persister de plusieurs jours à quelques semaines au sol si elle est accompagnée d'un anticyclone d'air froid continental. Dans ce cas il y a souvent une « anomalie » ou « inversion thermique » entre les plaines froides et les montagnes plus douces (un même matin on a relevé +3 °C au sommet du puy de Dôme et −15 °C à Clermont). Mais ce phénomène est ponctuel.
Les orages sont fréquents en été, mais de courte durée. C'est en fait l'irrigation, la fertilité des limons volcaniques et les températures élevées qui permettent à la Limagne d'être une des meilleures terres agricoles d'Europe (céréales).

## Subcontinental frais à froid
Dans les massifs de l'est (Livradois, Forez, altitude 500 à 1 600 m). Les perturbations, qui se sont asséchées dans leur descente sur les Limagnes, commencent à se reconstituer à l'est de la rivière Allier (foehn faiblissant) et se réactivent vraiment au contact de la montagne. Elles ont adopté un caractère continental (forte proportion d'orages) et n'atteignent pas les niveaux pluviométriques du sud-ouest du département. 
Cumuls annuels de :
- 95 cm à Saint-Amant-Roche-Savine
- 106 cm à Saint-Anthème
- 117 cm à Chabreloche
- 120 à 140 cm sur les Hautes Chaumes (Forez).

Autre signe de continentalité : à altitude égale les hivers sont plus froids et les étés plus chauds qu'à l'ouest (écarts d'un demi-degré équivalent à presque 100 mètres d'altitude). Cela se ressent dans l'enneigement, parfois spectaculairement plus bas dans les montagnes de l'est. Le moindre impact des redoux sur la fonte et l'ouverture par la Limagne au flux de nord-ouest frais et humide (giboulées), sont des explications. Toutefois les précipitations étant globalement plus faibles qu'à l'ouest, la progression de l'enneigement avec l'altitude l'est aussi. L'omniprésence de la forêt (nombreuses plantations de conifères) est un autre facteur régulateur : la neige, moins soumise au vent et aux variations thermiques, est mieux répartie et moins tassée. Le manteau se maintient en moyenne trois mois/an vers 1 100 m, et quatre à cinq mois sur les Hautes Chaumes où il peut atteindre une épaisseur de 1 à 1,5 m. Les vastes étendues de bruyère retrouvent en mai le soleil.
Le climat du Puy-de-Dôme est un exceptionnel concentré des mécanismes d'activation orographique et de continentalisation qui se déroulent à l'échelle de l'Europe occidentale.